# Macina (Mali)
Pour les articles homonymes, voir Macina.
Macina est une ville et une  commune malienne, chef-lieu dans le cercle de Macina, et dans la région de Ségou.

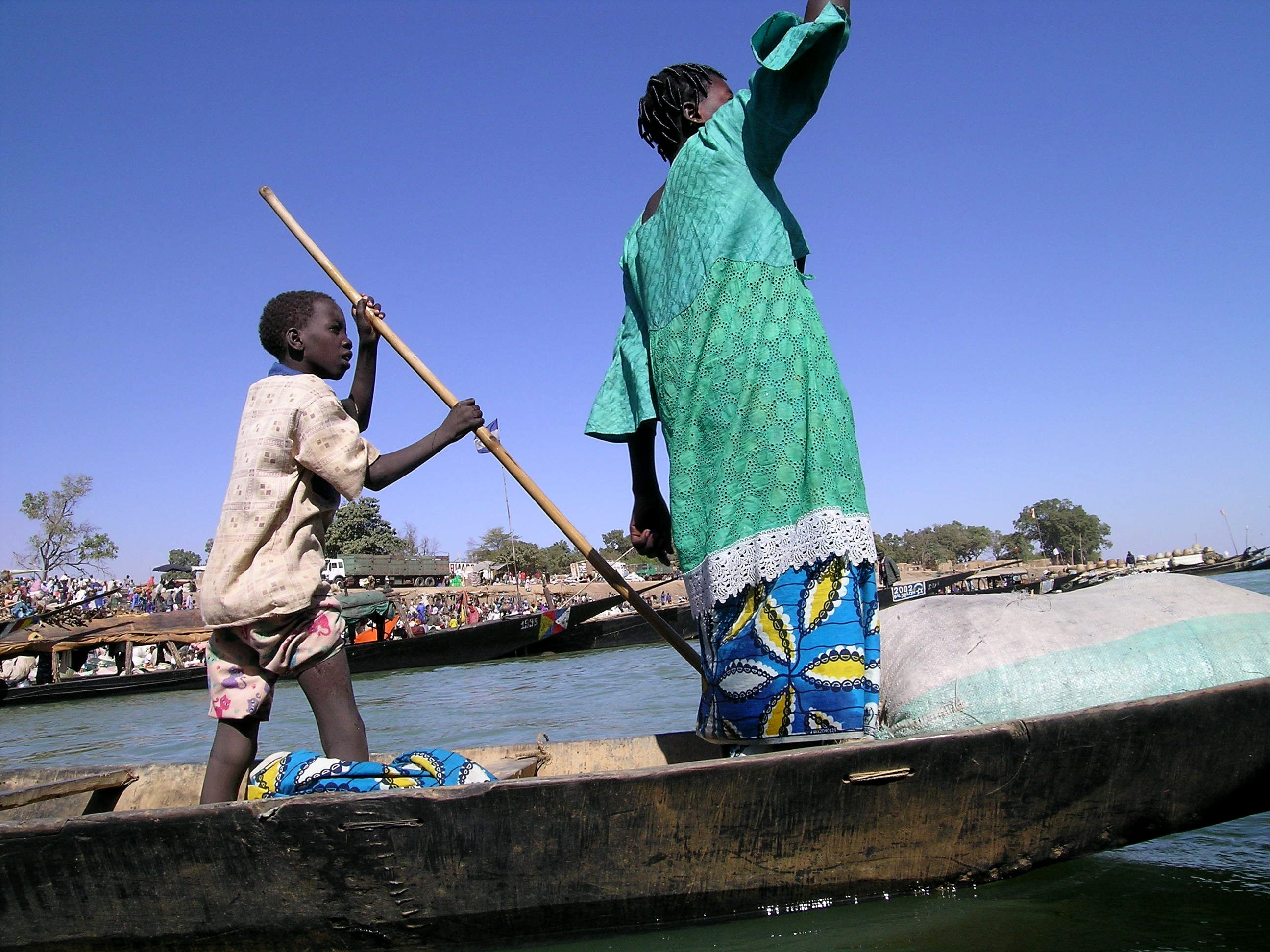
Une pirogue quitte le port de Ké Massina (Ké Macina), Ségou (Mali) sur le fleuve Niger.

## Culture
Dans la littérature orale peule et bambara, Macina est le cadre de l'épopée de Silâmaka et Poullôri, qui a pour sujet la résistance du chef peul Silâmaka à l'autorité du roi Da Monzon Diarra à l'époque du royaume bambara de Ségou.

## Histoire récente
La région subit depuis 2012 la guerre du Mali, notamment les violences depuis 2015 de la katiba Macina, un groupe jihadiste affilié à Ansar Dine.